# Pattinaggio di velocità agli VIII Giochi asiatici invernali - Mass start femminile
La gara della mass start femminile si è svolta il 23 febbraio 2017 al Meiji Hokkaido-Tokachi Oval di Sapporo in Giappone.

## Risultati
| Rank | Atleta            | Sprint | Sprint | Sprint | Sprint | Totale | Tempo   |
| Rank | Atleta            | 1      | 2      | 3      | 4      | Totale | Tempo   |
| ---- | ----------------- | ------ | ------ | ------ | ------ | ------ | ------- |
| 1    | Miho Takagi       | 3      | 3      | 5      | 60     | 71     | 8:21.81 |
| 2    | Ayano Sato        | 5      | 5      | 3      | 40     | 53     | 8:21.88 |
| 3    | Kim Bo-reum       |        |        |        | 20     | 20     | 8:47.46 |
| 4    | Nana Takagi       | 1      | 1      |        |        | 2      | 8:51.51 |
| 5    | Guo Dan           |        |        |        |        | 0      | 8:47.50 |
| 6    | Park Do-yeong     |        |        |        |        | 0      | 8:47.58 |
| 7    | Han Mei           |        |        |        |        | 0      | 8:49.47 |
| 8    | Li Dan            |        |        |        |        | 0      | 8:50.55 |
| 9    | Park Ji-woo       |        |        | 1      |        | DNF    |         |
| 10   | Natalie Hognestad |        |        |        |        | DNF    |         |
| —    | Yelena Urvantseva |        |        |        |        | DNS    |         |
| —    | Nadezhda Sidelnik |        |        |        |        | DNS    |         |